# Родіонов Олексій Борисович
Олексій Борисович Родіонов (нар. 26 квітня 1947) — радянський і російський кінооператор, художник-постановник. Заслужений діяч мистецтв Росії (1996).

## Життєпис
Народився 26 квітня 1947 р. у Москві. Закінчив Всесоюзний державний інститут кінематографії (1972, майстерня Л. Косматова).
З 1986 р. працює на «Мосфільмі».
Зняв кінокартини: «Петрухіне прізвище» (1971), українську стрічку «Серед сірого каміння» (1983) режисера К. Муратової, «Йди та дивись» (1985. Приз за найкраще зображальне рішення Всесоюзного кінофестивалю, Алма-Ата, 1986), «Дружина керосинника» (1988), «Я хотіла побачити ангелів» (1992), «Мусульманин» (1995), «Бесіди ангелів» (1998, США), «24 години», «Ейзенштейн» (2000, Німеччина—Канада), «Штрафбат» (2004, т/с), «Адмірал» (2008, у співавт.), «Бедуїн» (2011) тощо.